# Seleção Beninense de Futebol
A Seleção Beninense de Futebol apelidado de Les Écureiuls (Os Esquilos) é a equipe nacional de futebol do Benim. É controlada pela Federação Beninense de Futebol. Eles eram conhecidos como a Seleção de Daomé de Futebol até 1975, quando Daomé mudou de nome para Benim. Ela é filiada à FIFA, CAF e à WAFU. Eles nunca chegaram a uma Copa do Mundo mas chegaram a quatro edições da Copa das Nações Africanas - 2004, 2008, 2010 e 2019, tenro como seu melhor desempenho as quartas de final na edição de 2019. Em 8 de Fevereiro de 2010, após o Campeonato Africano das Nações de 2010, em Angola, a Federação Beninense de Futebol, o técnico Henri Dussuyer e sua eqipe foram demitidos por completo.

## Copa do Mundo
- 1930 a 1970 - Não Entrou
- 1974 - Não se classificou
- 1978 a 1982 - Não Entrou
- 1986 - Não se classificou
- 1990 - Não entrou
- 2002 a 2022 - Não se classificou

## Copa das Nações Africanas
- 1957 a 1970 - Não entrou
- 1972 - Não se classificou
- 1974 a 1976 - Quartas
- 1978 - Não entrou
- 1980 - Não se classificou
- 1982 - Não entrou
- 1984 a 1986 - Não se classificou
- 1988 a 1990 - Não entrou
- 1992 a 1994 - Não se classificou
- 1996 - Quartas
- 1998 a 2002 - Não se classificou
- 2004 - 1.ª Rodada
- 2006 - Não se classificou
- 2008 - 1.º Rodada
- 2010 - 1.º Rodada
- 2012 a 2017 - Não se classificou
- 2019 - Quartas de final
- 2021 - Não se classificou
- 2023 - A definir